# Parafia św. Józefa Opiekuna Kościoła Świętego w Wolsztynie
Parafia Świętego Józefa Opiekuna Kościoła Świętego w Wolsztynie – rzymskokatolicka parafia w Wolsztynie, należy do dekanatu wolsztyńskiego.
Parafia powstała w 1997. Obecny kościół parafialny został wybudowany w latach 1999–2006, konsekrowany w 2006. Parafia mieści się przy ulicy Komorowskiej 3.